# Erzbistum São José do Rio Preto
Das Erzbistum São José do Rio Preto (lateinisch Archidioecesis Sancti Josephi Riopretensis, portugiesisch Arquidiocese de Ribeirão Preto) ist eine in São Paulo in Brasilien gelegene römisch-katholische Erzdiözese mit Sitz in São José do Rio Preto.

## Geschichte
Papst Pius XI. gründete das Bistum Rio Preto mit der Apostolischen Konstitution Sollicitudo omnium am 25. Januar 1929 aus Gebietsabtretungen des Bistums São Carlos do Pinhal und unterstellte es dem Erzbistum São Paulo als Suffragandiözese.
Teile seines Territoriums verlor es zugunsten der Errichtung folgender Bistümer:
- 12. Dezember 1959 an das Bistum Jales;
- 16. Januar 1960 an das Bistum São João da Boa Vista;
- 20. Februar 1971 an das Bistum Franca;
- 14. April 1973 an das Bistum Barretos;
- 9. Februar 2000 an das Bistum Catanduva.

Am 19. April 1958 wurde es ein Teil der Kirchenprovinz des Erzbistums Ribeirão Preto. Am 11. Dezember 2002 nahm es seinen heutigen Namen an.
Am 20. Juli 2016 gab es mehr als die Hälfte seines Territoriums und etwa ein Viertel der Katholiken zur Gründung des Bistums Votuporanga ab.
Papst Leo XIV. erhob das Bistum am 22. Mai 2025 zum Erzbistum und unterstellte ihm die Bistümer Barretos, Catanduva, Jales und Votuporanga als Suffragandiözesen.

## Territorium
Das Bistum São José do Rio Preto umfasst die Gemeinden São José do Rio Preto, Adolfo, Altair, Bady Bassitt, Bálsamo, Cedral, Guapiaçu, Icém, Ipiguá, Jaci, José Bonifácio, Mendonça, Mirassol, Mirassolândia, Monte Aprazível, Neves Paulista, Nipoã, Nova Aliança, Nova Granada, Onda Verde, Orindiúva, Palestina, Planalto, Poloni, Potirendaba, Ubarana und Uchoa des Bundesstaates São Paulo.

## Bischöfe und Erzbischöfe von São José do Rio Preto
- Lafayette Libânio (8. August 1930 – 3. November 1966)
- José de Aquino Pereira (6. Mai 1968 – 26. Februar 1997)
- Orani João Tempesta OCist (26. Februar 1997 – 13. Oktober 2004, dann Erzbischof von Belém do Pará)
- Paulo Mendes Peixoto (7. Dezember 2005 – 7. März 2012, dann Erzbischof von Uberaba)
- Tomé Ferreira da Silva (26. September 2012 – 18. August 2021)
- Antônio Emidio Vilar SDB (seit 19. Januar 2022; seit 22. Mai 2025 Erzbischof)